# May-en-Multien
May-en-Multien és un municipi francès, situat al departament de Sena i Marne i a la regió de Illa de França. L'any 2007 tenia 842 habitants.
Forma part del cantó de La Ferté-sous-Jouarre, del districte de Meaux i de la Comunitat de comunes del Pays de l'Ourcq.

## Demografia

### Població
El 2007 la població de fet de May-en-Multien era de 842 persones. Hi havia 296 famílies, de les quals 60 eren unipersonals (32 homes vivint sols i 28 dones vivint soles), 76 parelles sense fills, 144 parelles amb fills i 16 famílies monoparentals amb fills.
La població ha evolucionat segons el següent gràfic:
Habitants censats

### Habitatges
El 2007 hi havia 342 habitatges, 305 eren l'habitatge principal de la família, 20 eren segones residències i 17 estaven desocupats. 328 eren cases i 14 eren apartaments. Dels 305 habitatges principals, 250 estaven ocupats pels seus propietaris, 50 estaven llogats i ocupats pels llogaters i 5 estaven cedits a títol gratuït; 2 tenien una cambra, 9 en tenien dues, 44 en tenien tres, 70 en tenien quatre i 180 en tenien cinc o més. 220 habitatges disposaven pel capbaix d'una plaça de pàrquing. A 106 habitatges hi havia un automòbil i a 176 n'hi havia dos o més.

### Piràmide de població
La piràmide de població per edats i sexe el 2009 era:
| Homes | Edats   | Dones |
| ----- | ------- | ----- |
| 0     | 95 o +  | 0     |
| 8     | 90 a 94 | 16    |
| 8     | 85 a 89 | 0     |
| 4     | 80 a 84 | 8     |
| 4     | 75 a 79 | 12    |
| 4     | 70 a 74 | 4     |
| 0     | 65 a 69 | 0     |
| 12    | 60 a 64 | 8     |
| 12    | 55 a 59 | 8     |
| 24    | 50 a 54 | 16    |
| 60    | 45 a 49 | 56    |
| 28    | 40 a 44 | 40    |
| 16    | 35 a 39 | 28    |
| 44    | 30 a 34 | 28    |
| 32    | 25 a 29 | 36    |
| 20    | 20 a 24 | 24    |
| 32    | 15 a 19 | 44    |
| 28    | 10 a 14 | 44    |
| 40    | 5 a 9   | 16    |
| 12    | 0 a 4   | 8     |

## Economia
El 2007 la població en edat de treballar era de 589 persones, 477 eren actives i 112 eren inactives. De les 477 persones actives 424 estaven ocupades (225 homes i 199 dones) i 53 estaven aturades (27 homes i 26 dones). De les 112 persones inactives 29 estaven jubilades, 53 estaven estudiant i 30 estaven classificades com a «altres inactius».

### Ingressos
El 2009 a May-en-Multien hi havia 317 unitats fiscals que integraven 882,5 persones, la mediana anual d'ingressos fiscals per persona era de 20.232 €.

### Activitats econòmiques
Dels 21 establiments que hi havia el 2007, 2 eren d'empreses de construcció, 9 d'empreses de comerç i reparació d'automòbils, 3 d'empreses de transport, 2 d'empreses d'hostatgeria i restauració, 2 d'empreses immobiliàries, 1 d'una empresa de serveis i 2 d'empreses classificades com a «altres activitats de serveis».
Dels 9 establiments de servei als particulars que hi havia el 2009, 1 era una oficina de correu, 2 tallers de reparació d'automòbils i de material agrícola, 1 fusteria, 1 electricista, 1 perruqueria, 2 restaurants i 1 agència immobiliària.
L'únic establiment comercial que hi havia el 2009 era una botiga de menys de 120 m².
L'any 2000 a May-en-Multien hi havia 5 explotacions agrícoles.

## Equipaments sanitaris i escolars
El 2009 hi havia una escola elemental.

## Poblacions més properes
El següent diagrama mostra les poblacions més properes.